# Arsenal (marina de guerra)
|  | No s'ha de confondre amb Arsenal (armament). |

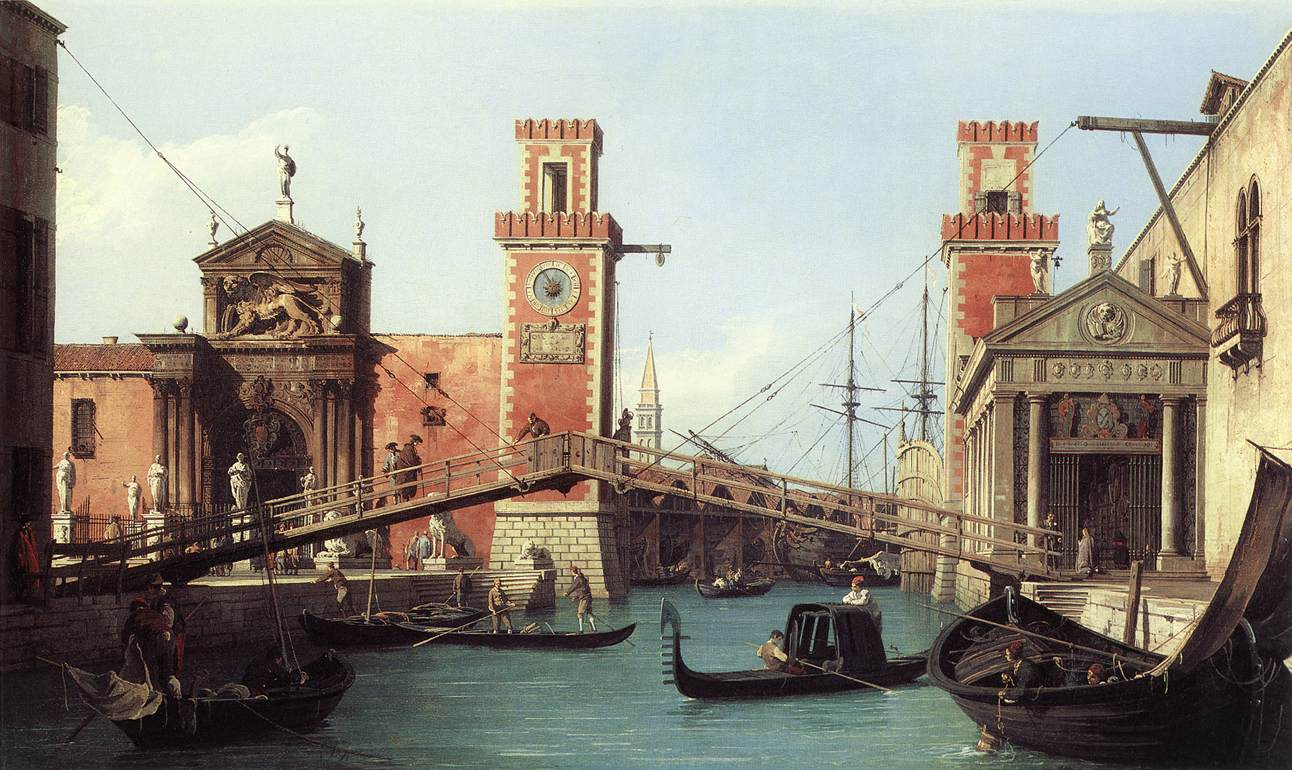
Vista de l'entrada de l'Arsenal de Venècia, de Canaletto, 1732

Un arsenal és un establiment marítim-industrial, emplaçat dins d'un paratge amb directa o fàcil comunicació amb el mar, en el qual es construeixen, conserven, habiliten, reparen i s'aprovisionen vaixells de guerra. Els arsenals són un factor importantíssim per a la potencialitat naval d'un país, de manera que es procura que estiguin el millor dotats possible, situats en punts del litoral, protegits i en condicions de bona defensa, perquè formin sòlides bases estratègiques en les operacions marítim-militars.
Totes les dependències d'un arsenal poden ser agrupades en dues grans seccions: la destinada a la construcció de vaixells, drassanes, i la d'armament i habilitació, que és la que constitueix l'arsenal pròpiament dit. Integren tot arsenal diverses construccions i obres fetes fora i dins de l'aigua com: dàrsenes, grades de construcció varadors, dics, carenenadors, grues, màquines, etc., i diferents edificis apropiats per omplir les necessitats dels múltiples serveis i tasques que es realitzen en aquests centres d'activitat i treball.

## Història
Entre els pobles que van construir arsenals marítims figuren en primer terme els fenicis, per ser la navegació la principal manifestació de la seva activitat i l'origen de les seves riqueses. Sent um poble essencialment mariner, les costes de la seva pàtria no comptaven amb rades i llocs per a ancorar, ad hoc per l'abric i la seguretat de les embarcacions, de manera que hagueren de suplir amb mitjans artificials el que la natura no els havia donat. Es poden considerar les Neorias del port de Tir com un veritable arsenal, en el sentit d'edificis destinats al mateix objecte que tenen els moderns. La paraula  cothon  té l'accepció de port artificial. Els arsenals de Cartago ocupaven el fons del segon port, és a dir, el destinat a l'armada cartaginesa, ja que el primer servia per al trànsit (vegeu ports púnics de Cartago). El port d'Útica, encara que no en perviuen les restes, és de suposar que va comptar amb un arsenal, segons els arqueòlegs.
La iniciativa dels veritables arsenals (ergasterion) comença amb els grecs, que van establir en les polis (ciutats) marítimes, on hi havia tot el necessari per a l'armament de les naus, com els trirrems. Era cèlebre l'arsenal d'El Pireu, el port d'Atenes. En aquest arsenal hi va haver el dipòsit de màquines de guerra que Milcíades va utilitzar a l'illa de Paros, la importància va anar augmentant fins a l'època de Demetri Poliorcetes. Després de la Guerra de Decelia (tercera i última fase de la Guerra del Peloponès) va caldre construir-lo de nou, tasca de la que se'n va fer càrrec l'arquitecte Filó durant el govern de Licurg. Aquest arsenal va ser destruït per Luci Corneli Sul·la quan es va apoderar d'Atenes. Els grecs van fundar a més a més arsenals navals en els seus ports i colònies, mereixent especial esment el de Siracusa, amb gran provisió d'armes i màquines de guerra, i els de Rodes, Corint i Massàlia.
Pel que fa als romans després de la invasió de la Provença pels cimbres, es va establir a Massàlia un dels principals dipòsits de màquines, armes i pertrets marítims. Aquests arsenals també es van establir a moltes altres ciutats de la República, primer, i de l'Imperi, després. Comptaven amb un nombrós personal d'operaris organitzats en decúries, amb empleats encarregats de la comptabilitat anomenats "scribae armamentarii", estant tots sota la direcció de l'"arma custos".

## Ports amb arsenal
Hi ha o hi ha hagut arsenals, entre altres ports a:
Kiel, Gdansk, Ludwigshafen, Trieste, Pula, Rio de Janeiro, Anvers, Valparaíso, Copenhaguen, Nova York, Baltimore, Boston, San Diego i San Francisco, Toló, Lorient, Brest, Cherbourg, Rochefort (Charente Marítim), Texel, Woolwich, Plymouth, Portsmouth, La Valletta, Gibraltar, Hong Kong, Calcuta, Nàpols, Venècia, Tàrent, Veracruz, Callao, Lisboa, Odessa, Sebastòpol, Vladivostok, Estocolm, Istanbul, Salònica, Montevideo, Cartagena, Cadis i Ferrol.

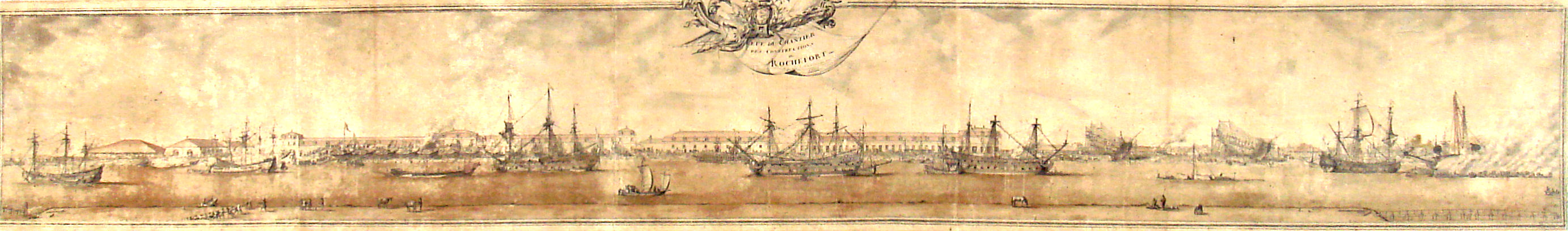
Arsenal de Rochefort el 1690